# Georg Johan De Besche
Georg Johan De Besche, född den 7 november 1754, död den 19 juli 1814, var en svensk överste, hovmarskalk och ståthållare.

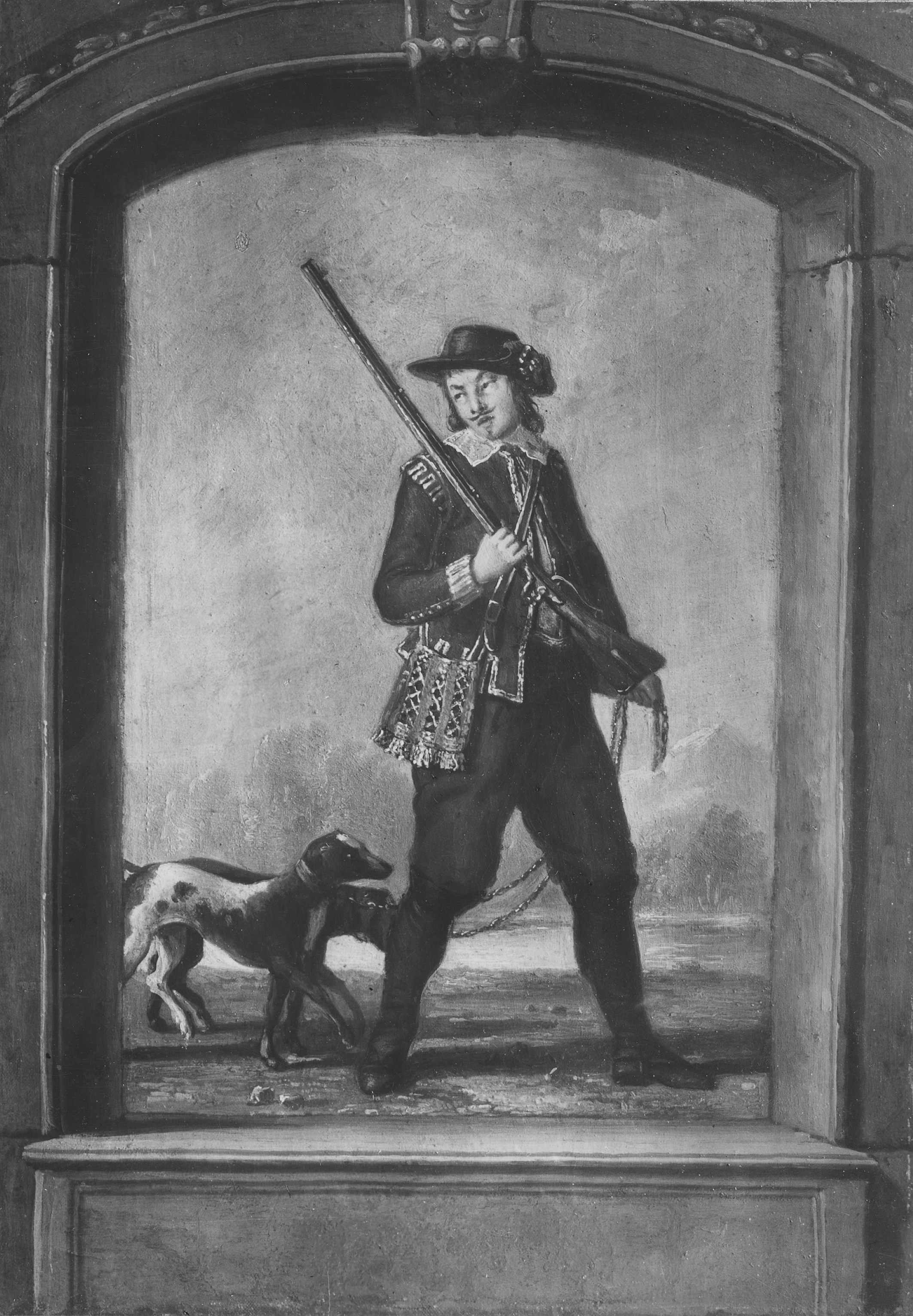
Georg Johan De Besche, rollporträtt ur Gustaf Adolfs ädelmod i Gustav III:s amatörteatersällskap, målad av Pehr Hilleström, Nationalmuseum.

## Biografi
Georg Johan De Besche var son till bankokommissarien Johan Jacob De Besche och Anna Catharina född Hilchen.
Efter en tid som livpage knöts De Besche till Västgöta kavalleri där han hade rangen av major när han blev överbefallningsman på Stockholms slott. De Besche ingick i den svit som följde Gustaf III då denne skadesköts på operan den 16 mars 1792.
1793 blev han ståthållare på Stockholms slott, men entledigades året därefter. Han blev 1798 hovmarskalk och förvaltare av hovets ekonomi, 1801 överste för Adelsfanan, 1802 chef för Adelsfanan, och 1806 hovmarskalk hos Sofia Magdalena.
Georg Johan De Besche tillhörde liksom Munck, Armfelt, Fabian Wrede och bröderna Evert Vilhelm Taube och Karl Edvard Taube till Gustav III:s gunstlingar och var en av dem som refererades till som "smekungar". De Besche omtalas för sina kärleksaffärer och ska särskilt ha tyckt om "vulgära flickor". Enligt Elis Schröderheim ägnade Gustav III, sedan han på grund av den social bojkott som inletts mot honom av Jeanna von Lantingshausen efter Riksdagen 1789, att umgås mer med sina gunstlingar och särskilt De Besche.
Hedvig Elisabet Charlotta beskriver honom som illa beryktad och allmänt föraktad. Sofia Magdalena ska ha ogillat honom starkt, liksom hon visade ogillande mot de flesta av Gustavs gunstlingar med undantag av Adolf Fredrik Munck.
Han ogillades av hertig Karl och Reuterholm och avsattes 1795 som ståthållare med motiveringen att han var gustavian. Han fick 1806 posten som hovmarskalk hos Sofia Magdalena, som under sin tid som änka visade sig generös mot Gustav III:s tidigare gunstlingar, som hon medan han levde hade avskytt.